# Ken Corley
Kenneth "Ken"Corley (McLoud, Oklahoma,10 de mayo de 1920 -Aurora, Colorado,27 de junio de 1984) fue un jugador de baloncesto estadounidense que disputó una temporada en la BAA, además de jugar también en la ABL. Con 1,98 metros de estatura, jugaba en la posición de pívot. Era hermano del también jugador profesional Ray Corley.

## Trayectoria deportiva

### Universidad
Jugó durante su etapa universitaria en el Oklahoma State Teachers College, hoy conocido como East Central University, siendo el único jugador de dicha institución en llegar a jugar en la BAA o la NBA.

### Profesional
Fichó en 1946 con los Cleveland Rebels de la recién creada BAA, con los que disputó únicamente tres partidos en los que no anotó ningún punto. Tras ser despedido, se marchó a jugar a los Wilmington Bombers de la ABL, donde permneció dos temporadas, en las que promedió 9,0 y 8,4 puntos por partido, respectivamente.

## Estadísticas de su carrera en la NBA

### Temporada regular
| Temporada | Edad | Equipo           | Liga | Pos. | P | TIT | MIN | TC  | TCA | %TC | 3P | 3PA | %3P | TL  | TLA | %TL | R.OF. | R.DEF. | REB | ASIS | ROB | TAP | PER | FP  | PTS |
| 1946-47   |      | Cleveland Rebels | BAA  |      | 3 |     |     | 0.0 | 0.0 |     |    |     |     | 0.0 | 0.0 |     |       |        |     | 0.0  |     |     |     | 0.0 | 0.0 |
| Total     |      |                  | BAA  |      | 3 |     |     | 0.0 | 0.0 |     |    |     |     | 0.0 | 0.0 |     |       |        |     | 0.0  |     |     |     | 0.0 | 0.0 |